# Henning Christiansen
Henning Christiansen (* 28. Mai 1932 in Kopenhagen; † 10. Dezember 2008) war ein dänischer Komponist; er gilt als einer der ersten Fluxus-Komponisten. Christiansen instrumentierte seine Werke nur selten auf die übliche Weise. Seine Musik gilt als experimentelle Musik, die teilweise in das Atonale reicht.

## Leben
Von 1950 bis 1955 absolvierte Christiansen ein Studium der Komposition, Klarinette und Klavier am „Königlichen Dänischen Musikkonservatorium“ in Kopenhagen. Nach Abschluss des Studiums arbeitete er von 1955 bis 1960 als Klarinettist und Komponist. 1961 schloss er Freundschaft mit den Mitgliedern der „Eks-Skole“ in Kopenhagen, die im Oktober desselben Jahres als unkonventionelle Alternative zur traditionellen Kopenhagener Kunstakademie von Paul Genres und Troels Andersen gegründet worden war. Darauf folgte ab 1962 die Teilnahme sowohl an Aktionen der Eks-Skol, die sich an den amerikanischen happenings orientierte, als auch an Fluxus-Festivals wie z. B. in der Nikolajkirche Kopenhagen und in der Technischen Hochschule Aachen.
1964 nahm Christiansen an der Fluxus-Veranstaltung Actions, Agit-Pop, De-Collange in Aachen teil. In Zusammenarbeit mit Joseph Beuys steuerte Henning Christiansen Mitte der 1960er-Jahre häufig die Musik zu unterschiedlichen Fluxus-Events bei, unter anderem zu den Aktionen Manresa, die 1966 in der Galerie Schmela stattfand, und Eurasienstab von Joseph Beuys. 1985 erhielt Christiansen eine Professur im Fach Multimedia an der Hochschule für bildende Künste Hamburg, zwei Jahre später war er Gast des Berliner Künstlerprogramms des DAAD. Christiansen lebte auf der Insel Møn.

## Werke (Auswahl)
- fluxorum organum Opus 39 (1967)
- 82 min fluxorum organum (1968)
- Kreuzmusik (1989)

## Einzelausstellungen (Auswahl)
- 1984: I'm alone with my phone; Eks-Skolens Verlag Kopenhagen
- 1984/1985: Phentesilea – Partitur – Bilder; Daad Galerie Berlin
- 1985: Ohrsalon I; Galerie Riis & Givskov, Horsens, Dänemark
- 1985: Ohrsalon II Das gelbe Schloß; Galerie Skt. Agnes Roskilde, Dänemark
- 1985: Die Freiheit ist um die Ecke; Partiturausstellung, Galerie Gelbe Musik Berlin

## Performances (Auswahl)
- 1967 Hauptstrom FLUXUS, mit Joseph Beuys, zur Eröffnung der Ausstellung: Joseph Beuys, Fettraum, Darmstadt, 20.3.1967
- 1991 AORTA. celtic soundscape. Beuys Block Darmstadt. Musikalische Aktion von Henning Christiansen am 12.5.1991 zum Beuys-Wochenende im Hessischen Landesmuseum Darmstadt anlässlich des 70. Geburtstages von Joseph Beuys, 10.-12.05.1991
- 1993 Der dumme hammer tritt auf! Der kluge hammer tritt auf – Der friedliche Hammer tritt auf, 26. Februar 1993, Hessisches Landesmuseum Darmstadt zur Eröffnung der Ausstellung „Joseph Beuys, Hauptstrom und Fettraum. Eine Aktion in Darmstadt 1967, fotografiert von Camillo Fischer“ im Hessischen Landesmuseum Darmstadt.[2]